# Nâdiya
Nâdiya (właściwie Nadia Zighem, ur. 19 czerwca 1973) – francuska piosenkarka pochodzenia algiersko-włoskiego, wykonuje muzykę pop i R&B. W młodości uprawiała zawodowo lekkoatletykę – była mistrzynią Francji juniorek w biegu na 800 metrów.

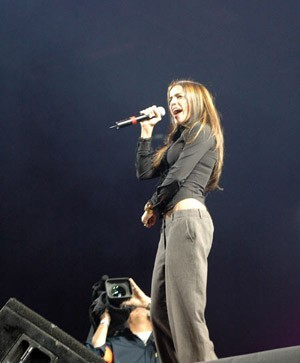
Nâdiya podczas koncertu.

## Dyskografia
| Rok  | Album                                                                                       | Gatunek | Sprzedaż | Certyfikat |
| ---- | ------------------------------------------------------------------------------------------- | ------- | -------- | ---------- |
| 2001 | Changer les Choses - Pierwszy studyjny album - Format: CD - Data wydania : 5 listopada 2001 | Pop     | 10.000   | –          |
| 2004 | 16/9 - Drugi studyjny album - Format: CD - Data wydania : 1 czerwca 2004                    | Pop     | 600.000  | 2x Platyna |
| 2006 | Nadiya - Trzeci studyjny album - Format: CD - Data wydania : 5 czerwca 2006                 | Pop     | 400.000  | Platyna    |
| 2007 | La Source - The best of - Format: CD - Data wydania : 12 listopada 2007                     | Pop     | 90.000   | -          |
| 2008 | Electron Libre - Czwarty studyjny album - Format: CD - Data wydania : 8 grudnia 2008        | Pop     | 105.000  | -          |

## Single
| Rok  | Tytuł                                                                       | Pozycja na liście | Pozycja na liście | Pozycja na liście | Pozycja na liście | Pozycja na liście | Pozycja na liście | Pozycja na liście | Certyfikat        | Album              |
| Rok  | Tytuł                                                                       | FR                | PL                | SUI               | BEL (Wl)          | BEL (Wa)          | EU                | RU                | Certyfikat        | Album              |
| ---- | --------------------------------------------------------------------------- | ----------------- | ----------------- | ----------------- | ----------------- | ----------------- | ----------------- | ----------------- | ----------------- | ------------------ |
| 1999 | "Dénoue mes mains"                                                          | —                 | —                 | —                 | —                 | —                 | —                 | —                 | —                 | —                  |
| 2000 | "J'ai confiance en toi"                                                     | 38                | —                 | —                 | —                 | —                 | —                 | —                 | —                 | Changer les Choses |
| 2001 | "Chaque fois"                                                               | 27                | —                 | —                 | —                 | —                 | —                 | —                 | —                 | Changer les Choses |
| 2004 | "Parle-moi"                                                                 | 2                 | 1                 | 11                | —                 | 2                 | 9                 | —                 | Złoto (215,000)   | 16/9               |
| 2004 | "Et c'est parti..." (feat. Smartzee)                                        | 5                 | 13                | 21                | 1                 | 2                 | 15                | —                 | Złoto (214,000)   | 16/9               |
| 2004 | "Si loin de vous (Hey oh... par la radio)"                                  | 6                 | 2                 | 27                | 10                | 4                 | 26                | —                 | Złoto (191,000)   | 16/9               |
| 2005 | "Signes"                                                                    | Brak              | Brak              | Brak              | Brak              | Brak              | Brak              | Brak              | —                 | 16/9               |
| 2006 | "Tous ces mots" (feat. Smartzee)                                            | 2                 | 3                 | 25                | 29                | 4                 | 24                | —                 | Złoto (216,098)   | Nadiya             |
| 2006 | "Roc"                                                                       | 2                 | 2                 | 29                | —                 | 2                 | 19                | 274               | Złoto (252,606)   | Nadiya             |
| 2006 | "Amies-ennemies"                                                            | 4                 | —                 | 40                | —                 | 3                 | 30                | 2                 | —                 | Nadiya             |
| 2007 | "Vivre ou Survivre"                                                         | 26                | —                 | —                 | —                 | —                 | 182               | 325               | —                 | La Source          |
| 2008 | "Tired of Being Sorry(Laisse le destin l'emporter)" (with Enrique Iglesias) | 1                 | 10                | 6                 | —                 | 1                 | 10                | —                 | Platyna (300,000) | Electron Libre     |
| 2008 | "No Future in the Past" (feat. Kelly Rowland)                               | 51                | 5                 | —                 | —                 | —                 | —                 | 123               | —                 | Electron Libre     |
| 2009 | "J'irais Jusque Là"                                                         |                   |                   |                   |                   |                   |                   |                   |                   | Electron Libre     |